# Gislaved
Gislaved er et byområde i Gislaveds kommun i Jönköpings län i Sverige. I 2010 var indbyggertallet 10.037.